# Enicospilus umanai
Enicospilus umanai là một loài tò vò trong họ Ichneumonidae.